# Titularbistum Rota
Rota ist ein Titularbistum der römisch-katholischen Kirche.
Es geht zurück auf einen untergegangenen Bischofssitz in der antiken Stadt Rota, die in der Spätantike in der römischen Provinz Hispania ulterior bzw. in der Spätantike Baetica lag. Der Bischofssitz gehörte der Kirchenprovinz Tarragona an.
| Titularbischöfe von Rota |                 |                                                                       |                |               |
| Nr.                      | Name            | Amt                                                                   | von            | bis           |
| 1                        | Gabriel Vanel   | Apostolischer Vikar des Französischen Militärordinariats (Frankreich) | 21. April 1970 | 21. Juni 1985 |
| 2                        | Guy Gaucher OCD | Weihbischof in Bayeux-Lisieux (Frankreich)                            | 7. Mai 1987    | 3. Juli 2014  |
| 3                        | Joël Mercier    | Erzbischof pro hac vice, Sekretär der Kongregation für den Klerus     | 8. Januar 2015 |               |